# Скалторп, Питер
Питер Джошуа Скалторп AO (англ. Peter Joshua Sculthorpe; 29 апреля 1929, Лонсестон, Тасмания — 8 августа 2014, Сидней) — австралийский композитор, в 1997 году признанный Australia’s Living National Treasures (живым национальным достоянием Австралии).

## Жизнь и творчество
Окончил школу в родном городе; с девятилетнего возраста он учится игре на фортепиано, примерно в это же время начинает писать музыку. В 16-летнем возрасте Скалторп поступает в Мельбурнский университет, который оканчивает в 1950 году со званием бакалавра музыки по классу фортепиано. После возвращения на Тасманию Скалторп, вместе с братом, открывает магазин спорттоваров. В 1955 году сочинённая им Сонатина для фортепиано стала первой работой австралийского композитора, исполненной на Всемирных днях музыки в Баден-Бадене.
В 1958 году получает стипендию Лизетты Бентвич Мельбурнского университета для продолжения обучения в оксфордском колледже Wadham College у Эдмунда Раббры и Эгона Веллеса. В Оксфорде Скалторп также знакомится с композиторами Питером Максвеллом Дэвисом и Джоном Кейджем. В 1960 году Скалторп возвращается в Австралию и с 1963 года до выхода на пенсию преподаёт в Сиднейском университете. В 1966—1967 годах он работает в Йельском университете, в 1972—1973 годах — профессор Сассекского университета.
В 1977 году награждается орденом Британской империи (офицер ордена Британской империи), в 1990 году — орденом Австралии (офицер ордена Австралии). В 1980 году получает премию Австралийского киноинститута за лучшую оригинальную музыку. В 1992 году, за заслуги в создании австралийской музыки, композитор удостаивается премии Sir Bernard Heinze Award. В 1997 его избирают в Национальном фонде Австралии (National Trust of Australia) в число 100 живущих национальных сокровищ Австралии (100 Australia’s Living National Treasures). В 2008 году его сочинение Irkanda IV включено в Национальный архив фото- и аудиодокументов.
Создал около 350 музыкальных произведений практически всех музыкальных жанров — песни (на стихи Гейне и др.), оратории для хорового исполнения, оперы, камерную музыку и для оркестра, духовную музыку и музыку для кинофильмов.
Сочинения Скалторпа исполняли и записывали Сиднейский симфонический оркестр, Новозеландский симфонический оркестр, симфонический оркестр Тасмании, Симфонический оркестр Аделаиды, Австралийский камерный оркестр, Квартет имени Голднера, Бродски-квартет, Кронос-квартет, Анне Софи фон Оттер, Александр Ивашкин и др.

## Избранные музыкальные сочинения

### Оперы
- Ритуалы перехода / Rites of Passage (1972—1973, либретто автора при участии Патрика Уайта)
- Quiros (1982)

### Оркестровые сочинения
- Пятый континент / The Fifth Continent для чтеца и оркестра (1963)
- Sun Music I (1965)
- Sun Music II (1969)
- Sun Music III (1967)
- Sun Music IV (1967)
- Love 200 (1970)
- Музыка для Японии / Music for Japan (1970)
- Городок / Small Town (1976)
- Мангровое дерево / Mangrove (1979)
- Плач земли / Earth Cry (1986, новая ред.: 1999)
- Какаду / Kakadu (1988)
- Memento Mori (1993)
- Соната для струнных № 3 Jabiru Dreaming (1994, оркестровая версия струнного квартета № 11)
- Квэмби / Quamby (2000, оркестровая версия струнного квартета № 14)
- Из Убирра / From Ubirr для струнного оркестра (2003, оркестровая версия струнного квартета № 12)
- Из Океании / From Oceania (2003)
- Бетховенские вариации / Beethoven Variations (2003, новая ред.: 2006)
- Соната для струнных № 4 (2008, оркестровая версия струнного квартета № 16)
- Соната для струнных № 5 (2010, оркестровая версия струнного квартета № 18)
- Сияющий остров / Shining Island для струнных, посв. памяти Хенрика Гурецкого (2011)

### Концерты и другие сочинения для инструмента(-ов) с оркестром
- Порт-Эссингтон / Port Essington для струнного трио и струнного оркестра (1978)
- Концерт для фортепиано с оркестром (1983)
- Нурланджи / Nourlangie, концерт для гитары, струнных и перкуссии (1989)
- Поющий Сидней / Sydney Singing для кларнета, арфы, перкуссии и струнных (2003)
- Элегия / Elegy для альта и струнных (2006)
- Островные песни / Island Songs для саксофона, струнных и перкуссии (2012)

### Камерно-инструментальные сочинения
- Соната для альта и перкуссии (1960)
- Irkanda IV для альта, струнных и перкуссии, посв. памяти отца (1961)
- Реквием для виолончели соло (1979)
- Струнный квартет № 11 Jabiru Dreaming (1990)
- Тропы сновидений / Dream Tracks для скрипки, кларнета и фортепиано (1992)
- Из „Какаду“ / From Kakadu для гитары (1993, на материале оркестровой пьесы «Какаду»)
- Из „Какаду“ / From Kakadu для арфы (1994, на материале оркестровой пьесы «Какаду»)
- Into the Dreaming для гитары (1994)
- Into the Dreaming для арфы (1994)
- Струнный квартет № 12 From Ubirr (1994, на материале оркестровой пьесы «Плач земли»)
- Струнный квартет № 14 Quamby (1998)
- Струнный квартет № 15 (1999, новая ред.: 2005)
- New Norcia для медных духовых инструментов и перкуссии (2000)
- Струнный квартет № 16 (2005, новая ред.: 2006)
- Струнный квартет № 17 (2007)
- Струнный квартет № 18 (2010)

### Вокальная и хоровая музыка
- Струнный квартет № 13 Island Dreaming, с участием меццо-сопрано (1996)
- Реквием для смешанного хора, диджериду и оркестра (2004)

## Сочинения о музыке
- Peter Sculthorpe: Sun Music: Journeys and reflections from a composer’s life, ABC Books, 1999 (автобиография)